# 战士和水手拱门
战士和水手拱门（英语：Soldiers' and Sailors' Arch）是纽约市布鲁克林区的一座美国内战纪念建筑。东端有楼梯到达向公众开放的观景台和顶部雕塑，内部有时开放，用于艺术展览和表演（西端楼梯仅用于存储）。2000年后，因为内部结构的安全性问题，拱门内部不再向公众开放。

## 历史
1889年8月6日，由雕像委员会指派的建筑师威廉·威尔（William Ware）和查尔斯·艾特伍德（Charles Atwood）在一年前提交的36件设计稿中选定约翰·邓肯（John Duncan）的设计。
经过两个半月的地基修建，弗里德里克·劳·奥姆斯特德（Frederick Olsted）和加佛特·沃克斯（Calvert Vaux）在建筑师斯坦福·怀特（Stanford White）的协助下建造了拱门。1889年的奠基仪式上，威廉·谢尔曼将军致词。1892年，格罗弗·克利夫兰总统为拱门揭幕。
伴随城市美化运动（City Beautiful movement）的推进，麦金米德与怀特建筑师事务所推荐在拱门上添加铜像装饰。园林局局长弗兰克·斯夸尔（Frank Squire）在1894年委任弗里德里克·麦克莫尼斯（Frederick MacMonnies）设计了三组铜质雕塑。1895年，拱门内侧的立面新增了亚伯拉罕·林肯和尤利西斯·格兰特的浅浮雕骑像。威廉·欧多诺万（William O’Donovan）负责雕刻人像，托马斯·埃金斯（Thomas Eakins）负责雕刻马像。同年揭幕的还有麦克莫尼斯雕刻的陆海军雕像组和加冕像。该雕像为得胜归来（指北军取胜美国内战）的胜利女神和一系列战争工具，包括刀剑、军旗、旗杆和四匹战马。带翼侍从牵走其中两匹马作为和平用途（指战后重建），并欢呼胜利和解放。
1973年，拱门被指定为纽约地标。三年后，在战车部件失修掉下后，加冕像须进行修复。